# Narodowy Bank Węgier
Narodowy Bank Węgier (węg. Magyar Nemzeti Bank, w skrócie MNB) – węgierski bank centralny powstały w 1924 roku, działający na podstawie ustawy o Narodowym Banku Węgier z 2001 roku, pełniący funkcję banku centralnego na Węgrzech.
MNB funkcjonuje jako spółka akcyjna (akcje o wartości 10 mld forintów należą do skarbu państwa). W obowiązkach Narodowego Banku Węgier, poza emisją banknotów narodowych, leży prowadzenie zagranicznej polityki pieniężnej, zarządzanie rezerwami dewizowymi, prowadzenie statystyk i ich publikacja, utrzymanie stabilności systemu finansowego w kraju oraz rozwoju systemu płatniczego.
Narodowy Bank Węgier jest członkiem Europejskiego Systemu Banków Centralnych i posiada udział w jego kapitale w wysokości 77 milionów euro.
Centrala MNB mieści się w Budapeszcie. Oprócz niej na Narodowy Bank Węgier składa się także 26 departamentów pod nadzorem prezesa, 3 wiceprezesów i 10 dyrektorów wykonawczych. MNB ma 4 oddziały regionalne. Liczba pracowników na rok 2004 wynosiła 944.
Magyar Nemzeti Bank sfinansuje edukację nowych ekonomistów węgierskich, zrywając z nauczaniem błędnych neoliberalnych doktryn ekonomicznych. Kwota jaką instytucja chce na ten cel przeznaczyć to 200 miliardów HUF.

## Struktura organizacyjna
MNB składa się z 4 podorganów współpracujących ze sobą.

### Rada Monetarna
Rada monetarna jest najwyższym organem decyzyjnym MNB. Składa się z 7-9 członków nominowanych przez prezydenta Węgier na okres 6 lat, którzy spotykają się średnio dwa razy w miesiącu. Prezes MNB oraz wiceprezesi również są członkami Rady Monetarnej.

### Zarząd
Zarząd to organ wykonawczy. W jego kompetencjach leży realizacja decyzji Rady Monetarnej. W skład zarządu wchodzi prezes i wiceprezesi.

### Walne Zgromadzenie Akcjonariuszy
Podorgan ten reprezentowany jest przez Ministra Finansów. Jest uprawniony do wszelkich zmian w statucie MNB (lub jego ustanowienia), akceptacji bilansu bądź rachunku wyników oraz wyboru audytora.

### Rada Konsultacyjna
W jej skład wchodzi 6 członków: przewodniczący, 3 członków wybieranych przez Parlament, przedstawiciel Ministerstwa Finansów oraz pełnomocnik Ministra Finansów. Zadaniem Rady jest ogólny nadzór nad działalnością MNB.

## Polityka pieniężna
Narodowy Bank Węgier opiera swą politykę pieniężną na bezpośrednim celu inflacyjnym (<wyznaczonym na 4% pod koniec 2005 roku z zakresem tolerancji +/− 1 punkt procentowy). Strategia ta bazuje na stopie procentowej (oprocentowanie dwutygodniowych depozytów w banku centralnym).

## Polityka kursu waluty
Wpływ na wyznaczenie kursu forinta węgierskiego ma zarówno MNB, jak i rząd Węgier. System kursu walutowego przyjęty w czerwcu 2001 polega na wyznaczaniu przez popyt i podaż oraz wahaniu się go 15% powyżej oraz poniżej wyznaczonego kursu centralnego. Należy jednak wspomnieć, iż w przypadku, gdyby kurs osiągał wyznaczone uprzednio wartości zbliżone do skrajnych, Magyar Nemzeti Bank musi interweniować na rynku walutowym, powstrzymując aprecjację bądź deprecjację forinta.
Przykładem takiej ingerencji jest zmiana kursu węgierskiej waluty o 2,26% – miało to miejsce 4 czerwca 2003 roku.